# Metathorax

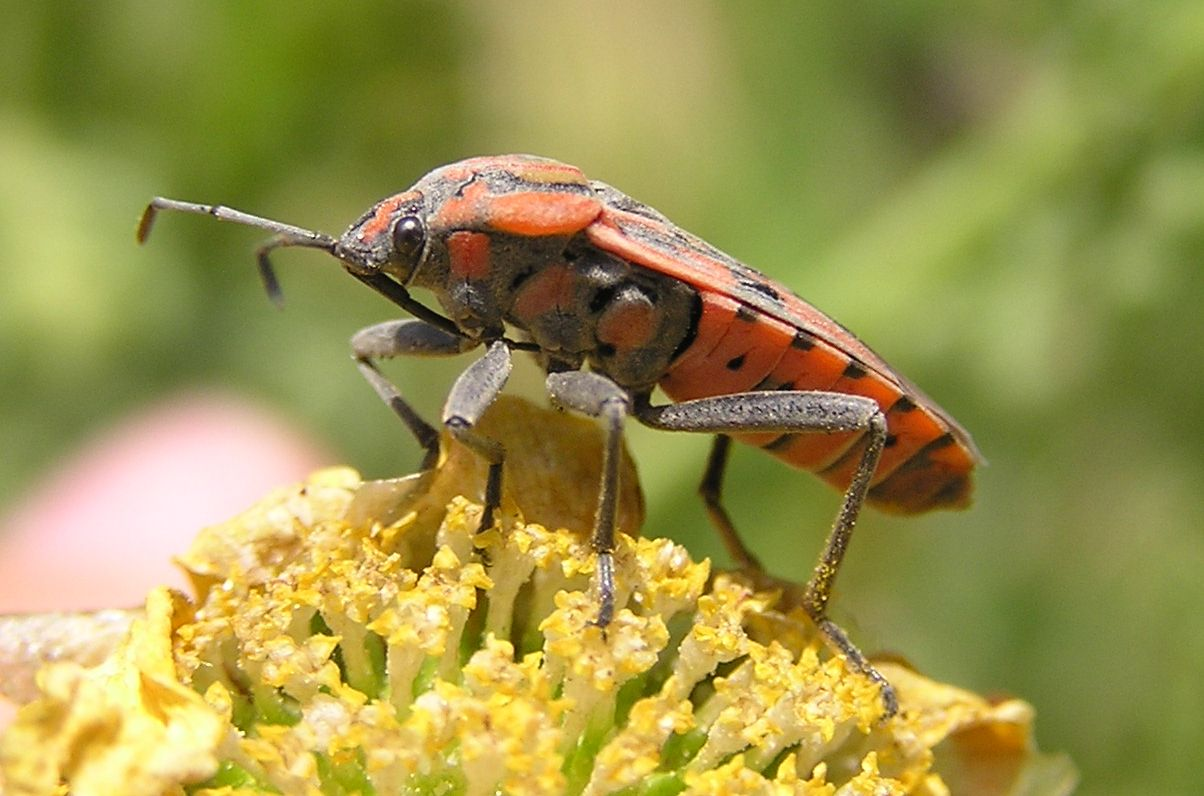
På metathorax sitter det tredje av insektens benpar.

Metathorax är det sista av mellankroppens tre kroppssegment på en insekt. Metathorax bär det tredje benparet på insekten. På flygande insekter bär metathorax även bakvingarna, undantaget vissa flygande insekter där bakvingarna har reducerats. Ett exempel på ett sådant undantag är tvåvingar, som bara har det främre vingparet kvar då de ursprungliga bakvingarna har ombildats till svängkolvar. 
Ryggplåten som hör till detta segment benämns metanotum, bukskölden kallas metasternum och sidoplåtarna metapleuron.
Hos midjesteklar är det första av bakkroppens segment, som kallas propodeum, sammanfogat med metathorax.